# Lebenszeichen
Lebenszeichen ("Livstecken") är en västtysk dramafilm från 1968 i regi av Werner Herzog, med Peter Brogle, Wolfgang Reichmann, Athina Zacharopoulos och Wolfgang von Ungern-Sternberg i huvudrollerna. Den utspelar sig under andra världskriget och handlar om en tysk soldat, Stroszek, som skadats och placerats på den grekiska ön Kos för att rehabiliteras, där sysslolösheten driver honom till galenskap. Historien bygger fritt på novellen "Den galne invaliden" av Achim von Arnim.
Filmen var Herzogs första långfilm. Den tilldelades ett specialpris för bästa regidebut vid Filmfestivalen i Berlin 1968.

## Medverkande
- Peter Brogle som Stroszek
- Wolfgang Reichmann som Meinhard
- Athina Zacharopoulos som Nora
- Wolfgang von Ungern-Sternberg som Becker
- Wolfgang Stumpf som kaptenen
- Henry van Lyck som löjtnanten
- Julio M. Pinheiro som zigenaren
- Florian Fricke som pianisten
- Heinz Usener som läkaren
- Werner Herzog som soldat